# 주연감광

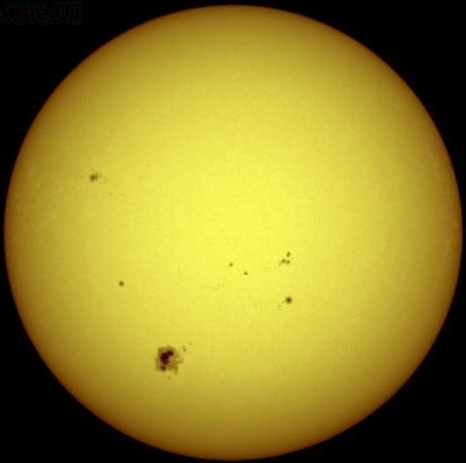
태양의 주연감광.

주연감광(周緣減光, limb darkening)이란 태양을 비롯한 항성을 보았을 때, 그 원반의 중심에서 가장자리로 갈수록 어두워지는 광학적 효과를 말한다. 이 효과를 이해하기 위해 노력하는 과정에서 복사전달이론의 개발이 촉진되었다.

## 기본 개념

이상적으로 표현한 주연감광. 각 경계면은 항성에서 방출되는 광자들이 더 이상 흡수되지 않는 경계면이다. 은 광학적 깊이가 1인 거리다. 보다 고온인 지점에서 방출된 광자들은 간신히 항성 내부를 탈출한다. 한편 보다 저온인 지점에서 방출된 광자들 역시 마찬가지다. 이 축척은 정확한 것이 아니며, 태양의 경우 길이 은 수백 킬로미터에 불과하다.

주연감광을 이해하는 데 있어 필수적인 것은 광학적 깊이라는 개념이다. 광학적 깊이 1에 해당하는 거리는 그 거리를 통과하는 동안 빛의 광자수가 원래 광자수에 자연상수를 나누어 준 것만 남게 되는 거리다. 이것은 항성이 "보이는" 경계를 정의해주며, 그것은 항성이 "불투명"해지는 광학적 깊이 지점에 해당한다. 광학적 깊이가 1이라는 가정하에, 우리에게 닿는 복사는 시선방향의 모든 방출의 합으로 근사될 수 있다. 특히 항성의 복사세기가 광학적 깊이에 선형적으로 변동한다면, 우리에게 도달하는 복사는 광학적 깊이가 1이 되는 지점에서의 세기와 같을 것이다. 그 깊이 너머는 불투명해서 보이지 않기 때문이다.
항성이 원반 모양 상으로 맺힐 때 그 원반의 가장자리를 보게 되면, 우리는 사실 원반 가운데를 보는 것과 같은 깊이를 "볼"수 없다. 왜냐하면 시선이 항성의 반지름 방향과 일치하지 않고 사선을 그리기 때문이다. 왼쪽 그림을 함께 보면 이해가 쉽다. 시선 방향으로 광학적 깊이가 1인 거리가 {\displaystyle L}이라면, 반지름 방향으로 광학적 깊이가 1인 거리는 원반 가운에데서는 시선 방향과 같아서 {\displaystyle L}이고, 가장자리로 갈수록 반지름과 {\displaystyle L}이 갖는 각의 코사인이 곱해져 작아진다. 즉, 원반 중앙에서 보이는 빛은 그보다 깊은 곳({\displaystyle A})에서 나온 것이고, 원반 가장자리에서 보이는 빛은 상대적으로 얕은 곳({\displaystyle B})에서 나온 것이다.
여기서 두 번째로 필요한 것이 항성대기의 유효온도 개념이다. 항성대기 내부에서 온도는 대개 항성의 중앙으로부터 멀어질수록 떨어지고, 기체들이 방출하는 복사는 온도에 강하게 속박된 함수다. 예컨대 흑체의 경우, 모든 분광을 적분한 세기는 온도의 네제곱에 비례한다(슈테판-볼츠만 법칙). 앞에서 우리는 항성대기 내부 복사가 광학적 깊이가 1인 지점에서 나오는 것이라고 근사했고, 그 지점은 원반상의 중앙에서 더 깊다. 더 깊다는 것은 온도가 더 높다는 것이고, 그러므로 복사세기도 커진다. 가장자리에서는 반대로 그 지점이 얕고, 온도가 낮고, 복사세기가 비교적 작다. 그래서 항성은 가운데가 밝고, 가장자리로 갈수록 어둡다.

## 주연감광의 계산

주연감광의 기하학.

오른쪽 그림의 조건은 다음과 같다.
- 반경 {\displaystyle R}인 항성의 중심이 {\displaystyle O}이고 관찰자 위치는 {\displaystyle P}다. P는 항성대기 바깥에 있다.
- {\displaystyle P}와 {\displaystyle O} 사이의 거리 {\displaystyle \left|{\overline {OP}}\right|=r}
- 원반상에서 관찰자가 보는 두 개의 지점 중 가장자리는 반경 {\displaystyle R}과 수직을 이룬다. 그 선분이 {\displaystyle {\overline {OP}}}와 이루는 각도 {\displaystyle \Omega }
- 가장자리가 아닌 관찰지점 {\displaystyle S}에 대해 {\displaystyle {\overline {OS}}}와 {\displaystyle {\overline {OP}}}가 이루는 각도 {\displaystyle \theta }
- 관찰지점의 입사각 {\displaystyle \psi } (가장자리에서는 {\displaystyle \psi =90^{\circ }}, 중앙에서는 {\displaystyle \psi =0})

{\displaystyle P}에서 임의의 각 {\displaystyle \theta } 방향으로 보는 복사세기는 입사각 {\displaystyle \psi }에 의해서면 변동되는 함수이며, 이것은 {\displaystyle \cos \psi }에 대한 다항식으로 근사될 수 있다.
{\displaystyle {\frac {I(\psi )}{I(0)}}=\sum _{k=0}^{N}a_{k}\cos ^{k}\psi ,}
{\displaystyle I(\psi )}는 위치 {\displaystyle P}에서의 시선이 항성반경과 이루는 입사각 {\displaystyle \psi }에서의 세기다. 중앙에서 이 비는 {\displaystyle I(0)/I(0)=1}이 되어야 하므로 다음을 얻는다.
{\displaystyle \sum _{k=0}^{N}a_{k}=1.}
예컨대 주연감광이 없는 람베르트 복사체에서는 {\displaystyle a_{0}=1}이고 나머지 모든 {\displaystyle a_{k}=0}이다. 또다른 예로서 태양을 550 나노미터 파장 대역에서 본다면 다음과 같다(Cox, 2000).
{\displaystyle a_{0}=1-a_{1}-a_{2}=0.3,}
{\displaystyle a_{1}=0.93,}
{\displaystyle a_{2}=-0.23}
주연감광 방정식은 다음과 같이 변형할 수 있는데,
{\displaystyle {\frac {I(\psi )}{I(0)}}=1+\sum _{k=1}^{N}A_{k}(1-\cos \psi )^{k},}
이로써 합이 1이 되어야 한다는 조건이 있는 {\displaystyle N+1} 계수 대신 독립적인 {\displaystyle N} 계수를 갖게 된다.
상수 {\displaystyle a_{k}}들은 상수 {\displaystyle A_{k}}들과 다음과 같은 관계가 있다. {\displaystyle N=2}일 때,
{\displaystyle A_{1}=-(a_{1}+2*a_{2}),}
{\displaystyle A_{2}=a_{2}.}
그래서 550 나노미터 파장의 태양은
{\displaystyle A_{1}=-0.47,}
{\displaystyle A_{2}=-0.23.}
이것은 태양원반에서 가장자리는 중앙에 비해 30%의 세기밖에 되지 못함을 보여준다.
이것을 {\displaystyle \theta }에 대한 함수로 바꿔 주려면
{\displaystyle \cos \psi ={\frac {\sqrt {\cos ^{2}\theta -\cos ^{2}\Omega }}{\sin \Omega }}={\sqrt {1-\left({\frac {\sin \theta }{\sin \Omega }}\right)^{2}}},}
이 때 {\displaystyle \theta }가 매우 작다면 다음과 같이 근사된다.
{\displaystyle \cos \psi \approx {\sqrt {1-\left({\frac {\theta }{\sin \Omega }}\right)^{2}}}.}
그러므로 가장자리에서 {\displaystyle \cos \psi }의 도함수는 무한으로 발산한다.
이 근사는 평균세기와 중앙세기의 비를 분석적으로 표현할 때도 사용할 수 있다. 평균세기 {\displaystyle I_{m}}은 항성원반 전체의 세기를 적분한 것을 원반의 입체각으로 나눈 것이다.
{\displaystyle I_{m}={\frac {\int I(\psi )\,d\omega }{\int d\omega }},}
이 때 {\displaystyle \omega =\sin \theta \ d\theta \ d\psi }는 미소입체각성분이며, 적분구간이 {\displaystyle \phi =[0,2\pi ],\theta =[0,\Omega ]}이므로 다음과 같이 쓸 수 있다.
{\displaystyle I_{m}={\frac {\int _{\cos \Omega }^{1}I(\psi )\,d\cos \theta }{\int _{\cos \Omega }^{1}d\cos \theta }}={\frac {\int _{\cos \Omega }^{1}I(\psi )\,d\cos \theta }{1-\cos \Omega }}.}
이 방정식은 분석적으로 풀려면 풀 수 있으나 너무 어렵다. 그런데 항성과 관찰자 사이의 거리가 무한에 가깝게 크다면 {\displaystyle d\ \cos \theta }가 {\displaystyle \sin ^{2}\Omega \cos \psi \ d\ \cos \psi }로 대체되므로
{\displaystyle I_{m}={\frac {\int _{0}^{1}I(\psi )\cos \psi \,d\cos \psi }{\int _{0}^{1}\cos \psi \,d\cos \psi }}=2\int _{0}^{1}I(\psi )\cos \psi \,d\cos \psi ,}
{\displaystyle {\frac {I_{m}}{I(0)}}=2\sum _{k=0}^{N}{\frac {a_{k}}{k+2}}.}
그래서 550 나노미터 대역에서 태양원반의 평균세기는 원반 중앙의 세기의 80.5%라고 말할 수 있다.

## 참고 자료
- Billings, Donald E. (1966). A Guide to the Solar Corona. Academic Press, New York.
- Cox, Arthur N. (ed) (2000). Allen's Astrophysical Quantities 14판. Springer-Verlag, NY. ISBN 0-387-98746-0.
- Milne, E.A. (1921). “Radiative Equilibrium in the Outer Layers of a Star: the Temperature Distribution and the Law of Darkening”. MNRAS 81 (5): 361–375. Bibcode:1921MNRAS..81..361M. doi:10.1093/mnras/81.5.361.
- Minnaert, M. (1930). “On the Continuous Spectrum of the Corona and its Polarisation”. Zeitschrift für Astrophysik 1: 209. Bibcode:1930ZA......1..209M.
- Neckel, H.; Labs, D. (1994). “Solar Limb Darkening 1986-1990”. Solar Physics 153 (1–2): 91–114. Bibcode:1994SoPh..153...91N. doi:10.1007/BF00712494.
- van de Hulst; H. C. (1950). “The Electron Density of the Solar Corona”. Bulletin of the Astronomical Institutes of the Netherlands 11 (410): 135. Bibcode:1950BAN....11..135V.
- Mariska, John (1993). The Solar Transition Region. Cambridge University Press, Cambridge. ISBN 0521382610.
- Steiner, O. (2007). “Photospheric processes and magnetic flux tubes”. AIP Conference Proceedings 919: 74. arXiv:0709.0081. Bibcode:2007AIPC..919...74S. doi:10.1063/1.2756784.